# ホセ・セグレーリェス
ホセ・セグレーリェス・アルバート（José Segrelles Albert 1885年3月18日-1969年3月3日）はスペインの画家兼イラストレーター。漫画家で画家のEustaquioとVicente Segrellesの叔父。 
和書では岩波少年文庫の『ドン・キホーテ』（牛島信明訳、岩波書店、2000年）にて挿絵を目にすることができる。

## 略歴
1885年にバレンシア州のアルバイダに生まれる。バレンシアの王立サンカルロス美術アカデミー(Real Academia de Bellas Artes de San Carlos)とバルセロナのリョッジャ美術学校で学んだ。 最初の仕事は照明を扱う写真スタジオ。 

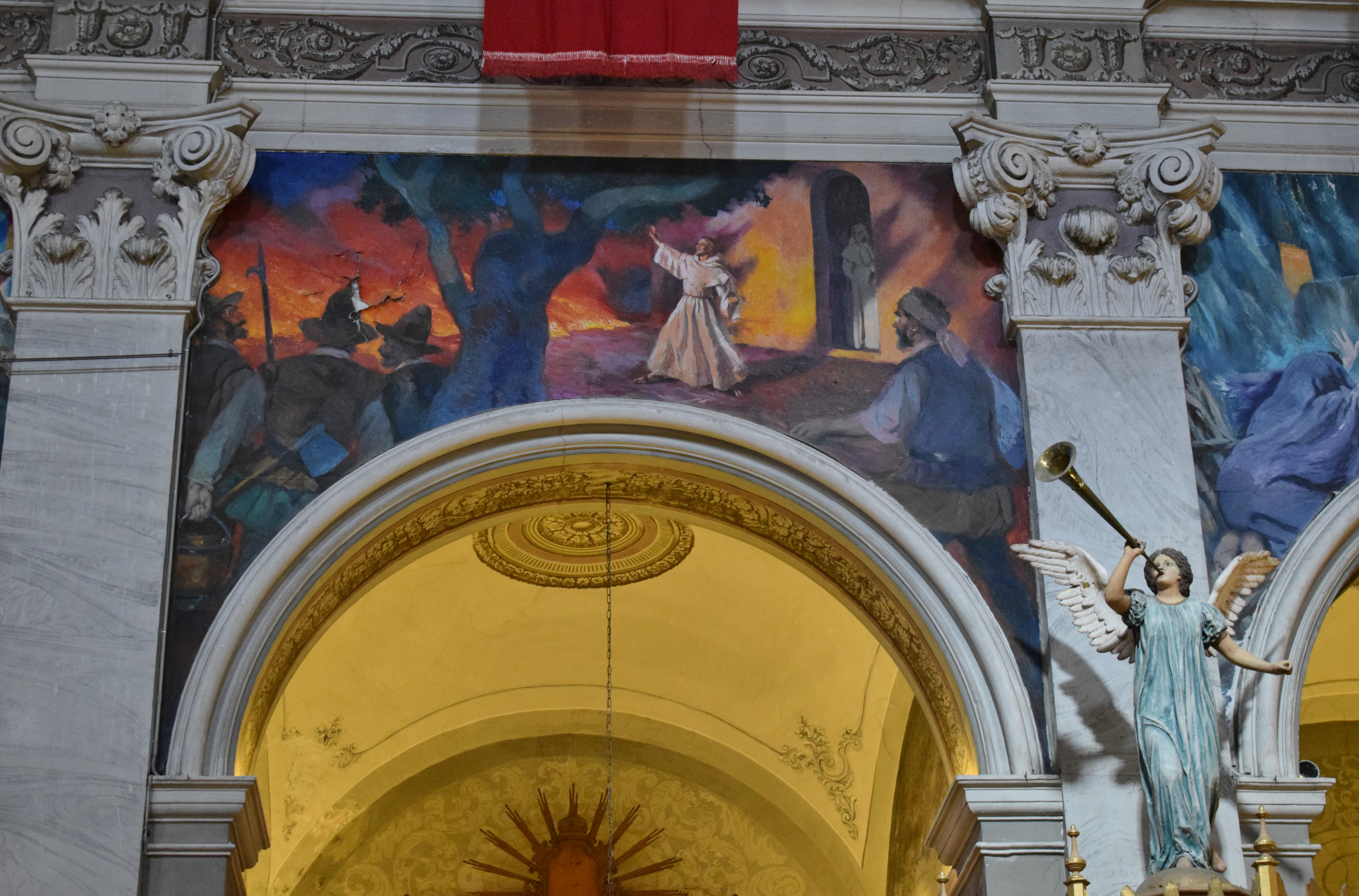
教会のためのSセグレーリェスによるデザイン

1926年、すでにスペインで芸術家として活動していたセグレーリェスは、イギリスでの活躍を見越して英語のレッスンを受けた。 その年ロンドンで開いた展覧会ではあまり受け入れられなかったが、1926年9月8日に英国の雑誌イラストレイテド・ロンドン・ニュースとThe Sketchからオファーを受ける。  The Sketchに絵が掲載されたことにより、セグレーリェスはスカンジナビアの報道機関からオファーを受けた。 1927年にはイラストレイテド・ロンドン・ニュースのクリスマス特集に掲載され 、1934年までクリスマスの特集に定期的に寄稿した。
1927年にアメリカの出版業界と接触し 、翌年にはオファーを受けた。 1928年10月にニューヨーク市のアッパーウエストサイドに移転。 セグレーリェスの最初の仕事はレッドブック誌で、コスモポリタン誌でも働いていた。 1930年には初の美術展を開催。 この時までに、コスモポリタン誌はアメリカで最も人気のある雑誌の1つであり、ジェームズ・モンゴメリー・フラッグなどの他のイラストレーターとセグレーリェスの作品が並んだ。  1930年にはセグレーリェスのモデルを務めるジョアン・カミングス、ミス・カミングスに出会った。 
1931年にはレーリッヒ美術館に作品が展示された。 米国の報道機関は、彼の暗いパレットを「Blue Segrelles」と呼んだ。 この用語は、マックスフィールド・パリッシュの「ブルー・パリッシュ」になぞらえたものである。 
1969年に故郷のアルバイダで亡くなる。